# Maniitsoq
Maniitsoq (duń. Sukkertoppen) – miasto na Grenlandii (autonomiczne terytorium Danii), w gminie Qeqqata. Nazwa miasta w języku grenlandzkim oznacza „Nierówne (górzyste) miejsce” i trafnie obrazuje tutejszy górzysty teren.

## Turystyka
W Maniitsoq znajduje się port lotniczy będący środkiem komunikacji z innymi miejscowościami na Grenlandii. Istnieje też tu infrastruktura turystyczna. Organizowane są wycieczki żeglarskie, snowboarding, narciarstwo (w tym również narciarstwo helikopterowe, spływy kajakowe oraz wycieczki na lodowiec Evighedsfjord (duń. Fiord wieczności, ok. 2000 m.)

## Historia

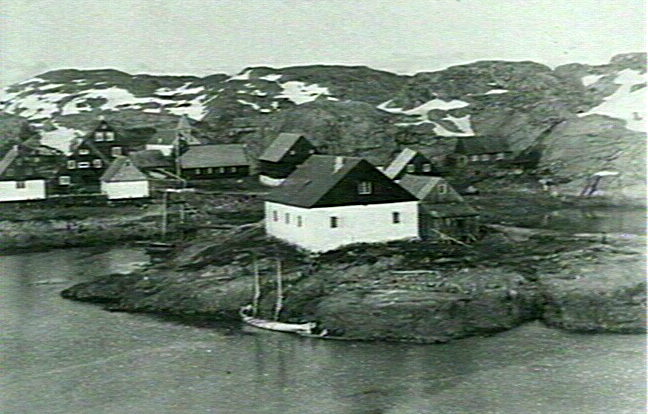
Centrum Maniitsoq w 1890 roku

We wczesnym okresie historii Grenlandii zachodnie wybrzeże (od Zatoki Melville’a na północy aż po przylądek Farvel na południu) było zamieszkiwane przez przedstawicieli kultury Saqqaq. W Maniitsoq znajdują się zabytki archeologiczne, które wskazują, że ten teren był już zamieszkiwany ok. 4000 lat temu.
W 1755 roku w miejscu dzisiejszej miejscowości Kangaamiut pod duńską nazwą Sukkertoppen („Głowa Cukru”) powstała placówka handlowa, która w 1782 roku została przeniesiona do dzisiejszej lokalizacji na południowo-wschodnim krańcu wyspy Maniitsoq.

## Kultura
W mieście znajduje się muzeum składające się z trzech lub czterech budynków z okresu kolonialnego (1840 r.), w którym są wystawione eksponaty rękodzielnictwa i sztuki, m.in. figurki steatytowe, obrazy i fotografie z obszaru dzisiejszego Maniitsoq.
W Maniitsoq urodził się grenlandzki piosenkarz i aktor Rasmus Lyberth.

## Populacja
W roku 2011 Maniitsoq zamieszkiwało około 2747 osób

## Klimat
Maniitsoq znajduje się na zachodnim wybrzeżu, w pobliżu koła podbiegunowego. Panuje tam klimat subpolarny. Średnie temperatury wynoszą: w lipcu 10 °C (dzień), 3 °C (noc) oraz w lutym i marcu -9 °C (dzień), -15 °C (noc). 30 lipca 2013 odnotowano tam najwyższą temperaturę od roku 1958, odkąd rozpoczęto prowadzenie pomiarów temperatury na Grenlandii: 25,9 °C.